# Raquitisme
El raquitisme és una malaltia caracteritzada per la reabsorció del fosfat als ronyons, la disminució de la vitamina D i de calci i fosfat en la sang. La causa predominant és una carència de vitamina D, però la falta de calci adequat en la dieta també pot conduir a raquitisme (casos de diarrea severa i vòmits poden ser la causa de la deficiència). Tot i que pot ocórrer en adults, el major grup a risc són nens que pateixen de desnutrició severa o per inanició durant les primeres etapes de la infància. Aquesta té com a conseqüència l'augment de producció d'una hormona, la parathormona (PTH), que tracta de compensar la disminució de l'absorció de calci augmentant el seu alliberament de l'os, en el qual es troba unit a fosfats, que condueix a una desmineralització.
La malaltia que gairebé havia desaparegut a Espanya va ressorgir des de l'inici del segle xx en grups de migrants que tenen una escassa exposició al sol.

## Símptomes
Per conseqüència, la deficiència de calci en els ossos provoca afebliment i estovament progressiu de l'estructura òssia i ocasiona dolors i deformitats dels ossos, principalment a les extremitats inferiors, la columna vertebral, el crani i la caixa toràcica.
Un baix nivell de calci a la sang (hipocalcèmia), pot provocar tetània, amb espasmes musculars no controlats.

## Causes
El raquitisme pot ser causat per la manca de vitamina D en la dieta, la manca d'exposició solar (la llum estimula la fabricació de vitamina D a l'organisme) o el consum insuficient d'aliments rics en calci i fòsfor durant la infantesa. És més comú en la infantesa perquè és quan l'organisme demana grans quantitats de calci i fosfat. Els principals grups a risc són:
- infants lactants de mares vegetarianes
- infants que viuen amb escassa exposició a la llum solar
- infants amb malalties cròniques que afecten el metabolisme de la vitamina D
- infants amb malalties que necessiten protegir-se de la llum solar

## Tractament
S'ha de prendre calci, mantenir una bona dieta i prendre aliments rics en vitamina D.